# Квітка Алеппо
«Квітка Алеппо» (араб. زهرة حلب) — лівансько-туніський військово-драматичний фільм, знятий Рідою Бехі. Прем'єра стрічки в Тунісі відбулась 1 жовтня 2016. Фільм розповідає про матір, яка вирушає до Ісламської Держави, щоб повернути свого завербованого терористами сина.
Фільм був висунутий Тунісом на премію «Оскар» за найкращий фільм іноземною мовою.

## У ролях
- Хенд Сабрі — Сальма
- Бадіс Бехі — Мурад
- Хікем Ростом
- Ахмед Хаф'єне